# Alexander Bauer (Politiker, 1972)

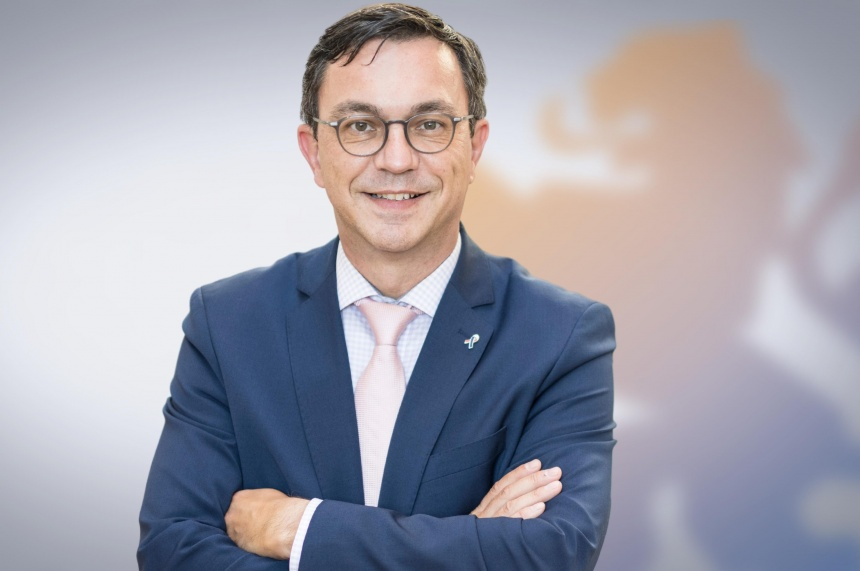
Alexander Bauer (2022)

Alexander Bauer (* 9. Juni 1972 in Lampertheim) ist ein hessischer Politiker (CDU) und seit 2008 Abgeordneter des Hessischen Landtags.

## Ausbildung und Beruf
In Bürstadt besuchte Bauer von 1978 bis 1982 die Schillerschule und danach das Starkenburg-Gymnasium in Heppenheim. Nach seinem Abitur 1991 studierte er an der Goethe-Universität in Frankfurt am Main. 1998 beendete er das Studium mit dem ersten Staatsexamen im Studiengang Lehramt an Gymnasien für die Fächer katholische Religion und Sozialkunde.
Anschließend arbeitete er für fünf Jahre als wissenschaftlicher Mitarbeiter am Fachbereich katholische Theologie für die Professur Exegese und Hermeneutik des Neuen Testaments. Den pädagogischen Vorbereitungsdienst für das Lehramt an Gymnasien begann er 2004 am Studienseminar Bensheim. Seine Ausbildungsschule war die Liebfrauenschule Bensheim. Im Frühjahr 2006 legte er dort sein zweites Staatsexamen ab.
Von August 2006 bis April 2008 unterrichtete er an der Liebfrauenschule in Bensheim die Fächer katholische Religion und Politik & Wirtschaft, bis er diese Tätigkeit mit dem Antritt seines Landtagsmandates ruhen ließ.

## Politik
1993 wurde Bauer Mitglied der Christlich Demokratischen Union Deutschlands. Seither engagiert er sich politisch auf unterschiedlichen Ebenen: im CDU-Stadtverband Bürstadt als Beisitzer (1993–1997), als stellvertretender Parteivorsitzender (1997–2001) und als Vorsitzender (2013–2019). Seit 2008 im Vorstand des CDU-Kreisverbands Bergstraße und als stellvertretender CDU-Kreisvorsitzender (2010–2018). Er ist Mitglied im Vorstand des CDU-Bezirksverbands Südhessen und seit 2019 in den Landesvorstand der CDU Hessen kooptiert.
Seit April 1997 ist Bauer Stadtverordneter in seiner Heimatstadt Bürstadt und als Mitglied der CDU-Stadtverordnetenfraktion in zahlreichen Gremien aktiv. Er hat als stellvertretender Fraktionsvorsitzender (1998–2001), als Fraktionsvorsitzender der CDU-Stadtverordnetenfraktion (2001–2013 und 2019–2023) oder als stellvertretender Stadtverordnetenvorsteher (2016–2021) Führungsaufgaben übernommen. 2017 wurde er aufgrund seines 20-jährigen kommunalpolitischen Engagements von der Stadt Bürstadt mit dem Ehrentitel Ratsherr ausgezeichnet. Eine Wahlperiode (2011–2016) war er Mitglied im Kreistag des Kreises Bergstraße. Seit April 2008 ist er Abgeordneter im Hessischen Landtag.
Bei der Landtagswahl in Hessen 2008 am 27. Januar 2008 wurde Bauer als Direktkandidat des Wahlkreises 54 (Bergstraße West) erstmalig in den Hessischen Landtag gewählt. Er erhielt dabei 42,3 % der Stimmen (24.616 Stimmen), sein Gegenkandidat Norbert Schmitt (SPD) kam auf 37,0 % (21.488 Stimmen). Bei der vorgezogenen Landtagswahl in Hessen 2009 konnte er seinen Wahlkreis mit 46 Prozent der Erststimmen verteidigen. Bei der Landtagswahl in Hessen 2013 gewann er erneut das Direktmandat mit 45,6 %. Bei der Landtagswahl in Hessen 2018 wurde er mit 32,6 % wiedergewählt. Bei der Landtagswahl in Hessen 2023 gewann er erneut das Direktmandat mit 39,2 %.
Seine politischen Schwerpunkte liegen in den Bereichen der Innen- und Sicherheitspolitik, des Verfassungsschutzes und der Sportförderung. Seit 2010 ist er innenpolitischer Sprecher der CDU-Landtagsfraktion. Er leitet seitdem den Landesfachausschuss Innenpolitik der CDU Hessen und war von 2016 bis 2022 Mitglied im Bundesfachausschuss Innenpolitik der CDU Deutschlands. Bauer hat sich mehrfach für ein Verschleierungsverbot ausgesprochen. Er begründete seine Haltung damit, dass eine Vollverschleierung nicht zu einer freiheitlich-demokratischen Ordnung passen würde.
Seit 2019 ist er stellvertretender Vorsitzender der CDU-Fraktion im Hessischen Landtag. Am 13. Februar 2022 war er Mitglied der 17. Bundesversammlung zur Wahl des Bundespräsidenten.